# Undetectable = Untransmittable
Undetectable = Untransmittable (Niewykrywalny=Nieprzekazywalny) (U=U) to hasło używane w kampaniach na rzecz edukacji o HIV. Oznacza to, że jeśli ktoś ma niewykrywalne miano wirusa, nie może przenosić ludzkiego wirusa niedoboru odporności na inne osoby drogą płciową. Hasło U=U jest propagowane przez liczne grupy i organizacje zdrowotne na całym świecie, w tym Światową Organizację Zdrowia (WHO). Zasadność hasła U=U została udowodniona w wielu badaniach klinicznych z udziałem tysięcy par.  Skrót U=U jest również stosowany jako strategia zapobiegania HIV: jeśli ktoś jest niewykrywalny, nie może przekazać wirusa dalej, a tym samym zapobiega rozprzestrzenianiu się zakażeń. Jest to znane jako leczenie jako zapobieganie (TasP).

## Początki
Kampania U=U została rozpoczęta przez Prevention Access Campaign na początku 2016 r. 

## Dowody naukowe
Hasło U=U ma na celu rozpowszechnianie dowodów naukowych na to, że niewykrywalny oznacza nieprzekazywalny. Od początku epidemii postrzeganie zakażenia HIV i postępowanie z nim przechodziło przez wiele etapów; od zakładania, że wirus jest zakaźny, następnie odkrywania dróg przenoszenia (krew, płyny ustrojowe i karmienie piersią), po metody zapobiegania (edukacja, prezerwatywy, PrEP i PEP ).
W latach 2011–2019 pojawiły się trzy badania kliniczne, które zmieniły na paradygmat profilaktyki i podniosły jakości życia osób z HIV. Badania te potwierdziły, że dostęp do leczenia i przestrzeganie leczenia, tak że wirus pozostaje „niewykrywalny” w rutynowych badaniach krwi: 
- zapobiega postępowi infekcji u osoby przyjmującej leki przeciwretrowirusowe i
- zapobiega przenoszeniu wirusa podczas aktywności seksualnej.

W 2011 roku grupa badawcza (HPTN, Cohen) opublikowała część wyników badania HPTN 052. W tym badaniu klinicznym przebadano 1763 par heteroseksualnych z niezgodnością serologiczną (jedna osoba zakażona wirusem HIV, druga z wynikiem negatywnym). Badanych następnie podzielono na dwie grupy, w zależności od tego, czy dana osoba rozpoczęła leczenie zaraz po otrzymaniu diagnozy zakażenia HIV, czy też odłożyła rozpoczęcie leczenia. Odkryto, że porównując obie grupy, nastąpiła 93% redukcja transmisji wirusa u tych, którzy natychmiast rozpoczęli leczenie przeciwwirusowe. Następnie naukowcy doszli do wniosku, że jeśli osoba kontynuuje leczenie, jest mniej prawdopodobne, że przekaże infekcję partnerowi seksualnemu. 
W 2016 roku ta sama grupa opublikowała wyniki badania PARTNER-1. W tym badaniu warunki były znacznie bardziej szczegółowe, a pytania bardziej sprecyzowane. Uwzględniono łącznie 1166 par heteroseksualnych i par MSM (mężczyźni mający seks z mężczyznami) z niezgodnością serologiczną. We wszystkich przypadkach osoba żyjąca z HIV miała miano wirusa w osoczu poniżej 200 kopii na ml krwi. Pary zgłosiły również, że nie używały prezerwatyw podczas stosunku płciowego. Po 36 000 przypadków współżycia w parach heteroseksualnych i 22 000 w parach MSM nie było zakażenia HIV powiązanego ze stosunkiem seksualnym między parą. Z tego powodu postanowiono kontynuować badanie większej liczby stosunków seksualnych i par, ponieważ nawet dotychczas badana liczba nie miała wystarczającej siły statystycznej. 
W 2019 roku opublikowano dodatkowe wyniki PARTNER-2. W tym badaniu analizowano seroniezgodne pary MSM, w których osoba żyjąca z HIV miała niewykrywalne miano wirusa przez sześć miesięcy lub dłużej. Udokumentowano 76 991 aktów seksualnych bez użycia prezerwatywy i bez powiązanej transmisji. To badanie jest zatem tym, które pozwala potwierdzić, że ryzyko przeniesienia wirusa HIV drogą płciową wynosi 0, gdy osoba z HIV ma niewykrywalne miano tego wirusa przez co najmniej 6 miesięcy. 

## Organizacje międzynarodowe
Do szerzenia przesłania U=U zobowiązało się  1100 organizacji w 105 krajach w swoich społecznościach w ramach inicjatywy Prevention Access. Stworzyło to sojusz osób żyjących z HIV, badaczy i organizacji społecznych, których celem jest z jednej strony zakończenie epidemii zakażenia wirusem HIV, a także stygmatyzacji związanej z życiem z HIV. Kampania ma na celu przybliżenie informacji naukowych za pomocą prostego skrótu, tak aby wszyscy ludzie, niezależnie od wykształcenia, pochodzenia etnicznego czy statusu społeczno-ekonomicznego, mogli dowiedzieć się o nowych postępach w dziedzinie medycyny chorób zakaźnych. 